# Aigai
Pour les articles homonymes, voir Aigéai (homonymie).
| Aigai\| Localisation de la Grèce en Europe \| |
| Localisation de la Grèce en Europe            |

| Localisation de la Grèce en Europe |

| Aigai\| Localisation de la Grèce en Europe \| |
| Localisation de la Grèce en Europe            |

| Localisation de la Grèce en Europe |

Aigai, du grec ancien : Αἰγαί, Aigaí, en latin Aegae, Aegaeae ou Aegīae, a été la première capitale du royaume de Macédoine, avant d'être supplantée par Pella. Le site archéologique, situé près de la petite ville de Vergina, a été exploré par Léon Heuzey dès 1855, puis de nouveau dans les années 1930, enfin notamment par l'archéologue Manólis Andrónikos en 1977. Il est classé au patrimoine mondial par l'Unesco en tant que « témoignage exceptionnel d'un développement significatif de la civilisation européenne, lors de la transition de la cité-État classique à la structure impériale des périodes hellénistique et romaine ».

## Origines
Les origines de cette première capitale des Macédoniens se confondent avec le mythe. Les rares informations dont nous disposons proviennent d'Hérodote, de Thucydide et Diodore de Sicile en ce qui concerne l'assassinat de Philippe II.
Des Macédoniens seraient venus s'installer dans la plaine de l'Aliakmon dès le Xe siècle av. J.-C. et auraient fondé la cité, berceau de la famille royale des Argéades. Sa fondation serait due à Caranos, roi légendaire de la famille des Héraclides. La légende rapporte qu'il poursuivait une chèvre et aurait donné le nom de l'animal à ce lieu. Selon Justin, la nécropole royale est inaugurée par Perdiccas Ier . C'est donc le plus naturellement que furent célébrés en ces lieux, tous les événements familiaux importants de la dynastie des Argéades, naissance, mariage et sépultures. Tous les rois de la dynastie — exception faite d'Alexandre le Grand — reposent en ces lieux.

### Commerce
Les connaissances actuelles ne permettent pas de connaître la composition de la société, ni l'aspect urbain de la cité pour l'époque archaïque et pour le début de l'époque classique. Le mobilier recueilli dans les ensembles funéraires laisse entrevoir qu'Aigai entretenait des relations commerciales avec les cités de la Grèce méridionale, Athènes et Corinthe, et qu'elle avait une métallurgie importante. Philippe de Macédoine fit beaucoup pour le développement de cette cité.

## Site archéologique
Nicholas Geoffrey Lemprière Hammond, en 1968 puis Manolis Andronikos, en 1976 fouillèrent et identifièrent le site à proximité du village moderne de Vergina. Les fouilles et les découvertes grandioses faites depuis confirmèrent les assertions des deux archéologues. Le site recèle des tombes princières sous tumulus, dont le plus grand, le tumulus dit « de la Grande Toumba », mesurant une centaine de mètres, est le plus riche. On y trouve quatre tombes, dont celles dites « de Philippe II », « de Perséphone » et « du Prince ».

### Palais

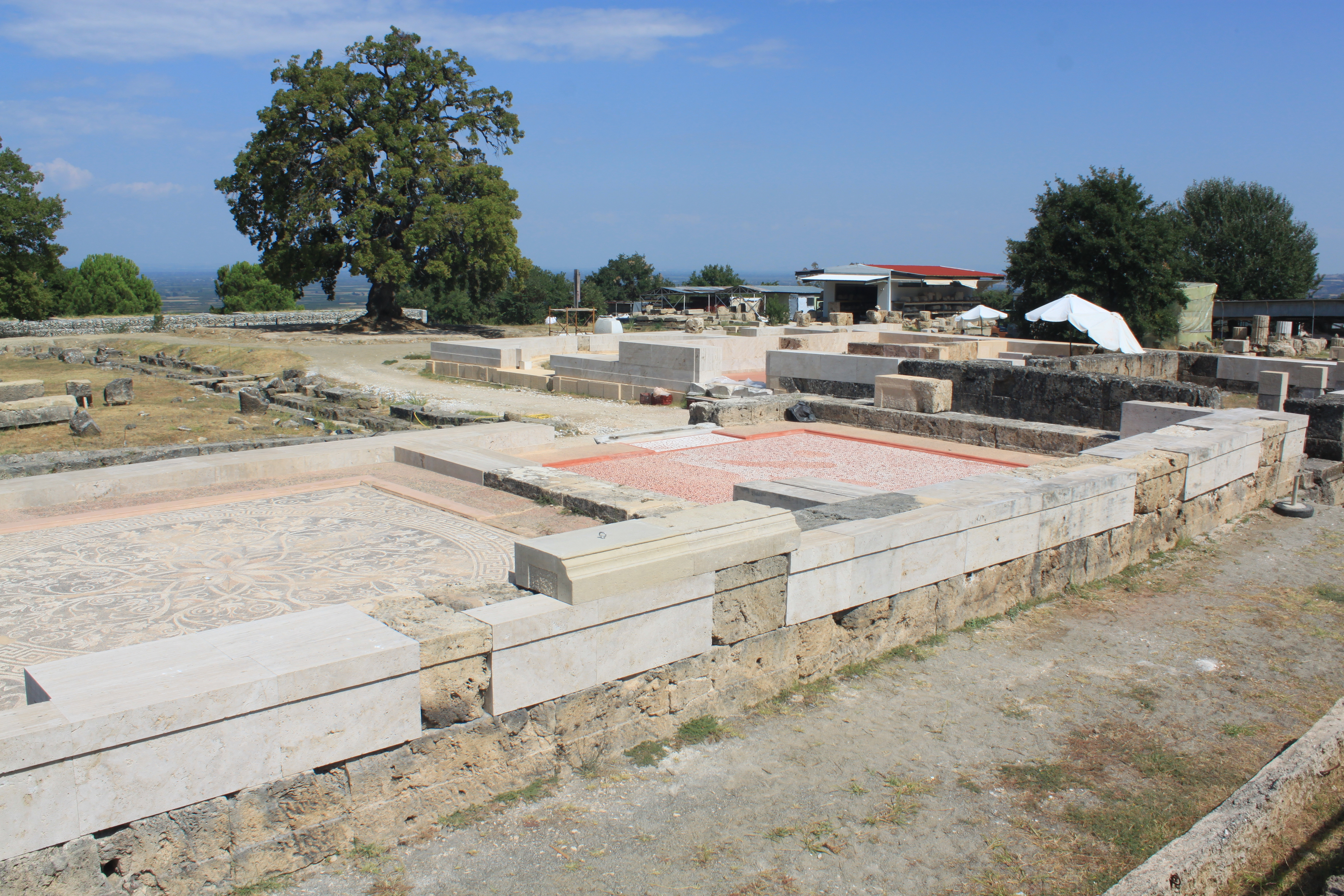
Palais d'Aigai, en cours de restauration.

C'est un édifice d'environ 12 500 m2 que Philippe II fit construire vers 350 av. J.-C., au moment où son pouvoir se consolidait et qui fut achevé en 336. Il fut découvert en 1855 par Léon Heuzey qui en fit dégager une partie en 1861 en compagnie de l'architecte Honoré Daumet. Il fut depuis fouillé par les archéologues grecs.
Le bâtiment principal de forme rectangulaire a pour dimensions 104,50 mètres de longueur sur 88,50 mètres de large, possédant une quinzaine de salles de banquets, entourant une cour centrale aux colonnades doriques. Au nord la longue terrasse offrait une vue magnifique sur la ville et les monuments. À l'ouest un péristyle de 2 000 m2 réservé aux fonctions utilitaires : 3 500 personnes pouvaient s'y asseoir, le « palais » n'étant pas une résidence privée mais publique (les épouses de Philippe n'y accouchent pas, ses enfants n'y vivent pas). L'entrée principale, sous forme de propylon, est située au centre de l'aile orientale. Sa largeur de 10 mètres était encadrée de portiques avec deux ordres superposés.

### Sanctuaire d'Eukleia

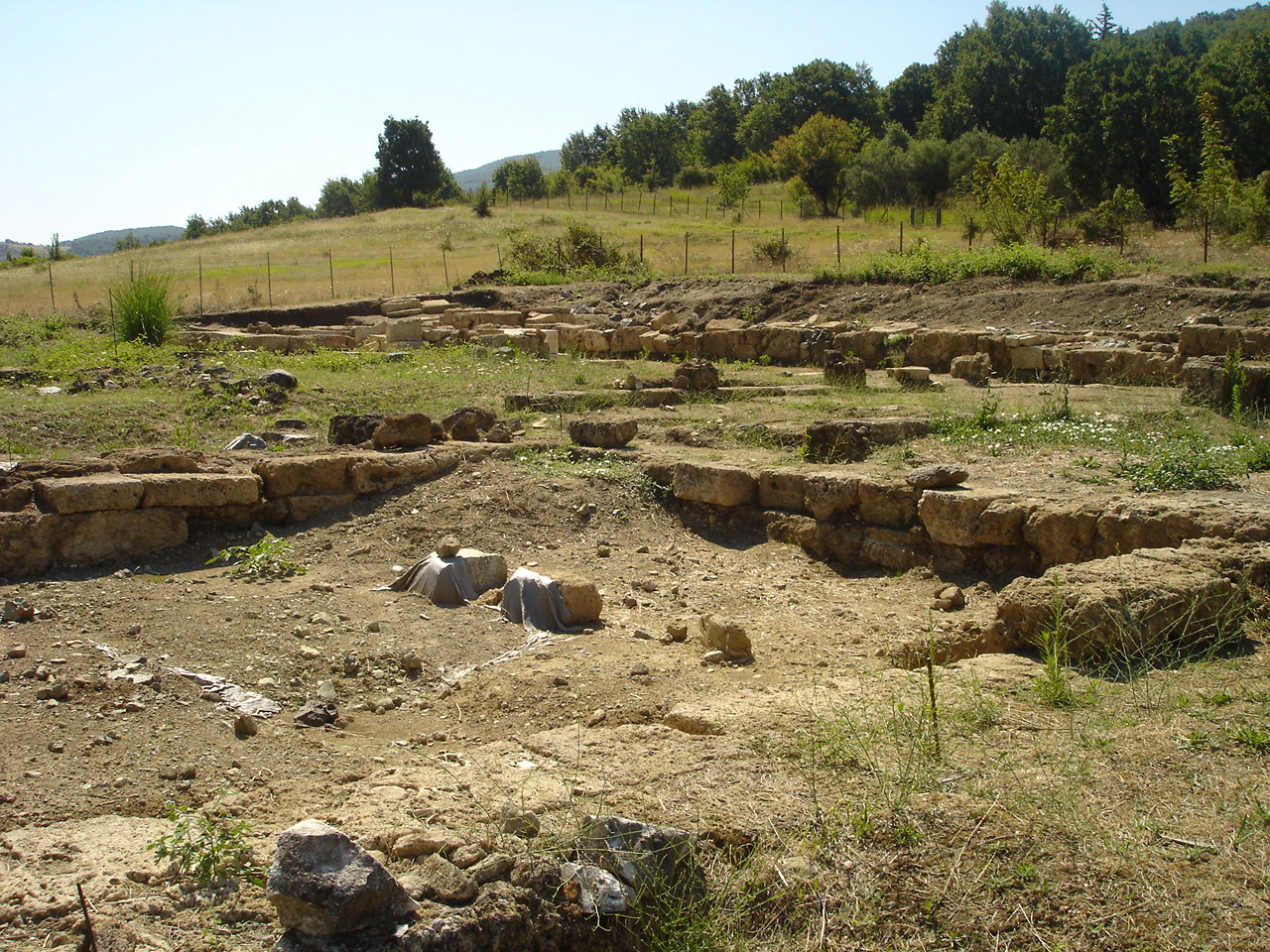
Le sanctuaire d'Artémis Eukleia.

Le sanctuaire d'Artemis Eukleia d'Aigeai est composé de deux temples, datés des IVe et IIIe siècles av. J.-C. L'un d'eux contenait des statues, que l'on pense offertes par Eurydice, la grand-mère d'Alexandre le Grand. Son nom se retrouve en effet sur l'un des socles.
En 2008, des archéologues grecs ont exhumé dans le sanctuaire d'Eukleia, une sépulture énigmatique. L'identité du défunt reste un mystère. Mais un objet royal l'accompagnait. Une couronne de feuilles de chêne en or, de la seconde moitié du IVe siècle av. J.-C., reposait dans une fosse, à l'intérieur d'un réceptacle en or, lui-même placé dans une hydrie en bronze. La couronne, insigne royal, était associée à un tissu orné de pourpre et d'or, et aux ossements d'un adolescent de 15 ou 18 ans. Selon l'archéologue responsable des fouilles, il pourrait s'agir des ossements du fils illégitime d'Alexandre le Grand et de Barsine, assassiné en 309 av. J.-C. sur ordre de Polyperchon. Une seconde sépulture se trouvait à proximité, les ossements, nettement plus abîmés, se trouvaient dans une amphore panathénaïque en argent.

### Tombes du Grand Tumulus

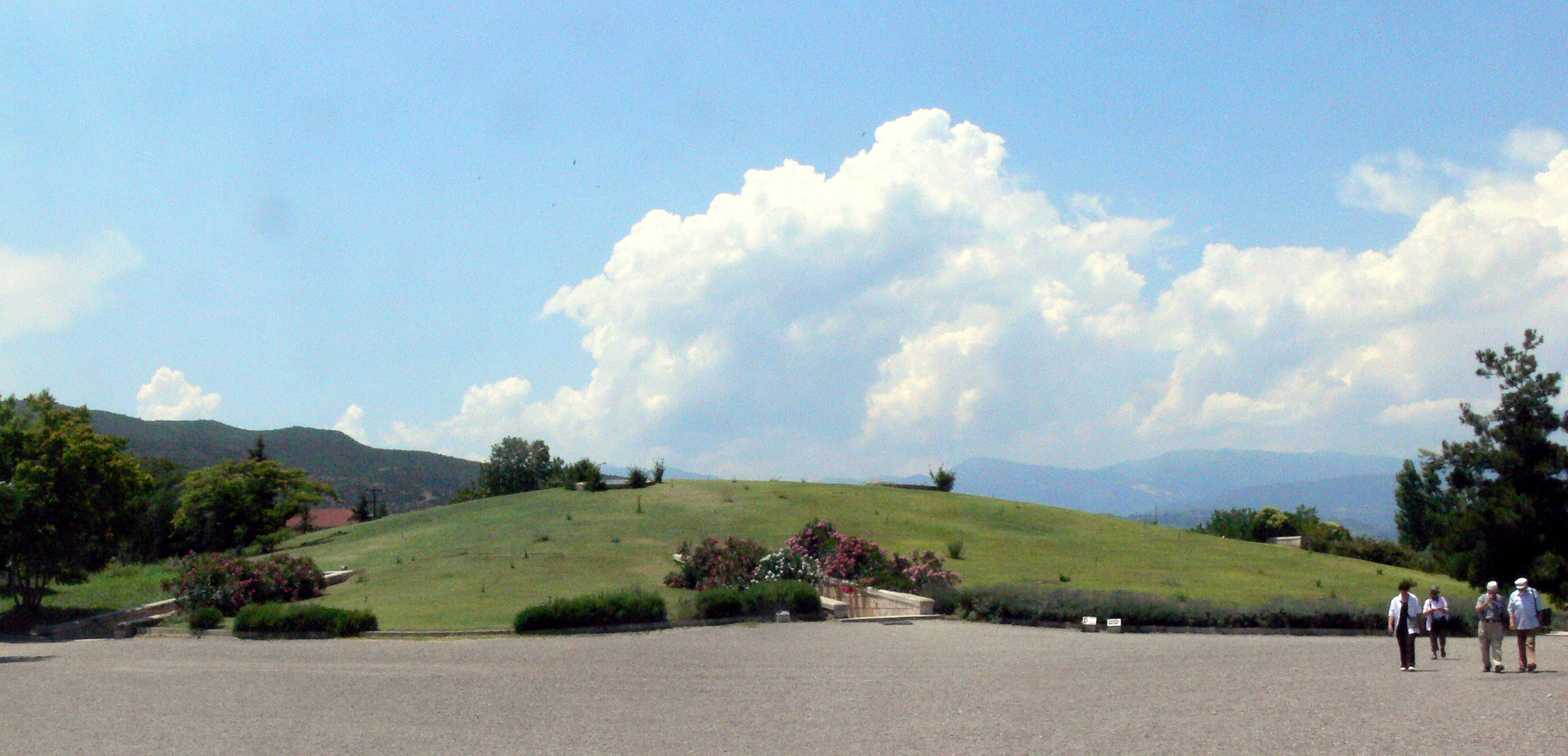
Tumulus dit « la Grande Toumba » dans lequel se situe la tombe de Philippe II.

#### Tombe dite «de Philippe II»
Également connue sous le nom de « Tombe II », elle se trouve sous le tumulus dit « la grande Toumba ». C'est une tombe à deux chambres : un vestibule et la chambre funéraire proprement dite. Elle est couverte d'une voûte en berceau et présente une façade uniquement décorative et sans lien structurel avec le reste du bâtiment.
Dans le vestibule, on a trouvé un larnax abritant les restes d'une femme. Dans la chambre principale, un autre larnax contenait les restes d'un homme dont le crâne présente une blessure similaire à celle que Philippe II reçut à l'arcade sourcilière droite en 354 av. J.-C. De nombreux bijoux et objets précieux ont été découverts : outre les larnax en or ornés de l'étoile ou du symbole solaire dit « Soleil de Vergina », des armes (cuirasse, bouclier, cnémides, gorytos), une œnochoé en or, une couronne de feuilles de chêne en or, une couronne de myrte dorée, un diadème et des figurines sculptées en ivoire. Il convient de signaler que l'identification du défunt comme étant Philippe II a été contestée par certains chercheurs, qui préféraient y voir Philippe III, le demi-frère d'Alexandre le Grand, qui lui succéda en 323. Cependant, la trace de blessure à l'arcade sourcilière, le fait que les cnémides trouvées dans l'antichambre sont de longueurs inégales, (or Philippe II était boiteux), semblent confirmer l'identification de Philippe II. Cette identification est à nouveau contestée en juillet 2015 par José-Luis Arsuaga qui voit dans le squelette de la "Tombe I" « des éléments qui s’accordent mieux à ce que l’on sait de Philippe II ».
Sur la façade, à la place du fronton, se déploie une frise de 1,1 m de haut à fond blanc (en grec, leukomenos pinax), caractéristique de l'art funéraire. Elle représente une scène de chasse royale dont le thème est récurrent dans toute l'Antiquité (Ninive) : dix chasseurs, dont trois à cheval, s'attaquent à quatre animaux (un lion, un sanglier, un ours, un cerf). On identifie le premier cavalier comme Philippe II et le deuxième comme son fils Alexandre, pour qui c'est une manière de revendiquer ses prétentions au trône. La composition paratactique de la scène alterne des lignes obliques, tantôt convergentes, tantôt divergentes, et des verticales, ce qui a pour effet d'élargir la scène, tout en concentrant le regard sur la scène centrale de la chasse au lion, gibier royal par excellence. La décoration de cette tombe, datée de 336 (année de la mort de Philippe II), serait une œuvre de jeunesse de Philoxène d'Érétrie.

#### Tombe dite «de Perséphone»

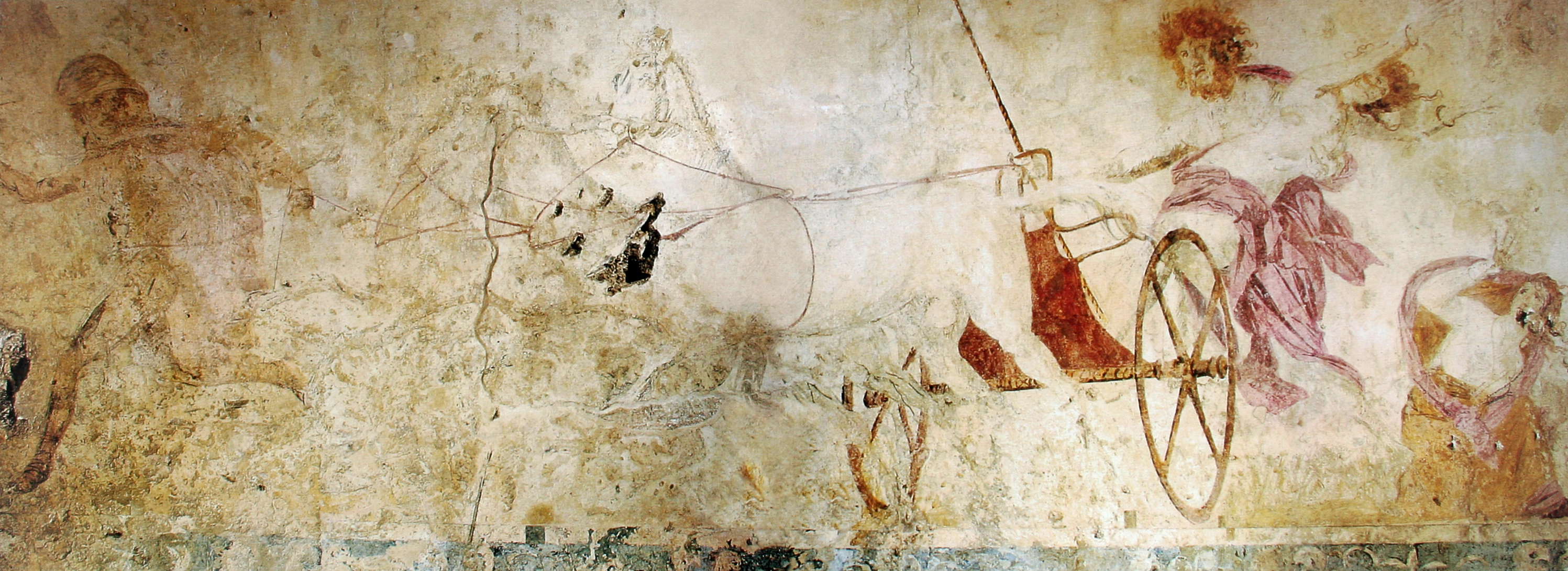
Tombe dite de Perséphone. Fresque représentant l'enlèvement de Perséphone.

Il s'agit de la Tombe I du tumulus de la Grande Toumba. C'est une tombe à ciste mesurant 3,5 m × 3 m × 2 m et datée du troisième quart du IVe siècle av. J.-C.. Elle a été pillée, peut-être dès l'antiquité. Cette sépulture doit son nom à la fresque de l’Enlèvement de Perséphone par Hadès qui orne un des grands côtés. Cette peinture relève d'un style tout à fait différent, du fait de la rapidité de la touche et de la variété des effets picturaux, par rapport à la fresque trouvée dans la tombe dite « de Philippe II ». C'est pourquoi on l'a attribuée à la période de la maturité de Philoxène d'Érétrie. Mais le témoignage de Pline l'Ancien, dans son Histoire naturelle, inviterait à y voir plutôt une œuvre de Nicomaque, le maître de Philoxène.

#### Tombe dite «du Prince»
On y a trouvé les restes d'un jeune homme dans une hydrie funéraire en argent ornée d'une couronne, ainsi que de la vaisselle d'argent abondante et variée. On peut noter également la présence d'une frise peinte représentant une course de chars très bien conservée. Il est à noter que la tombe dite « du Prince » a été identifiée, notamment par Manólis Andrónikos qui l'a découverte, comme étant très probablement celle d'Alexandre IV, fils et héritier d'Alexandre le Grand. Les sources antiques nous apprennent qu'il fut mis à mort en 311 ou en 310 av. J.-C., avec sa mère Roxane. Né en 323, il avait environ treize ans à sa mort. Or cet âge correspond à celui du défunt inhumé dans la tombe. Par ailleurs les éléments archéologiques retrouvés permettent d'établir une datation entre 330 et 290 environ.

### Autres tombes

#### Tombe dite «d'Eurydice»

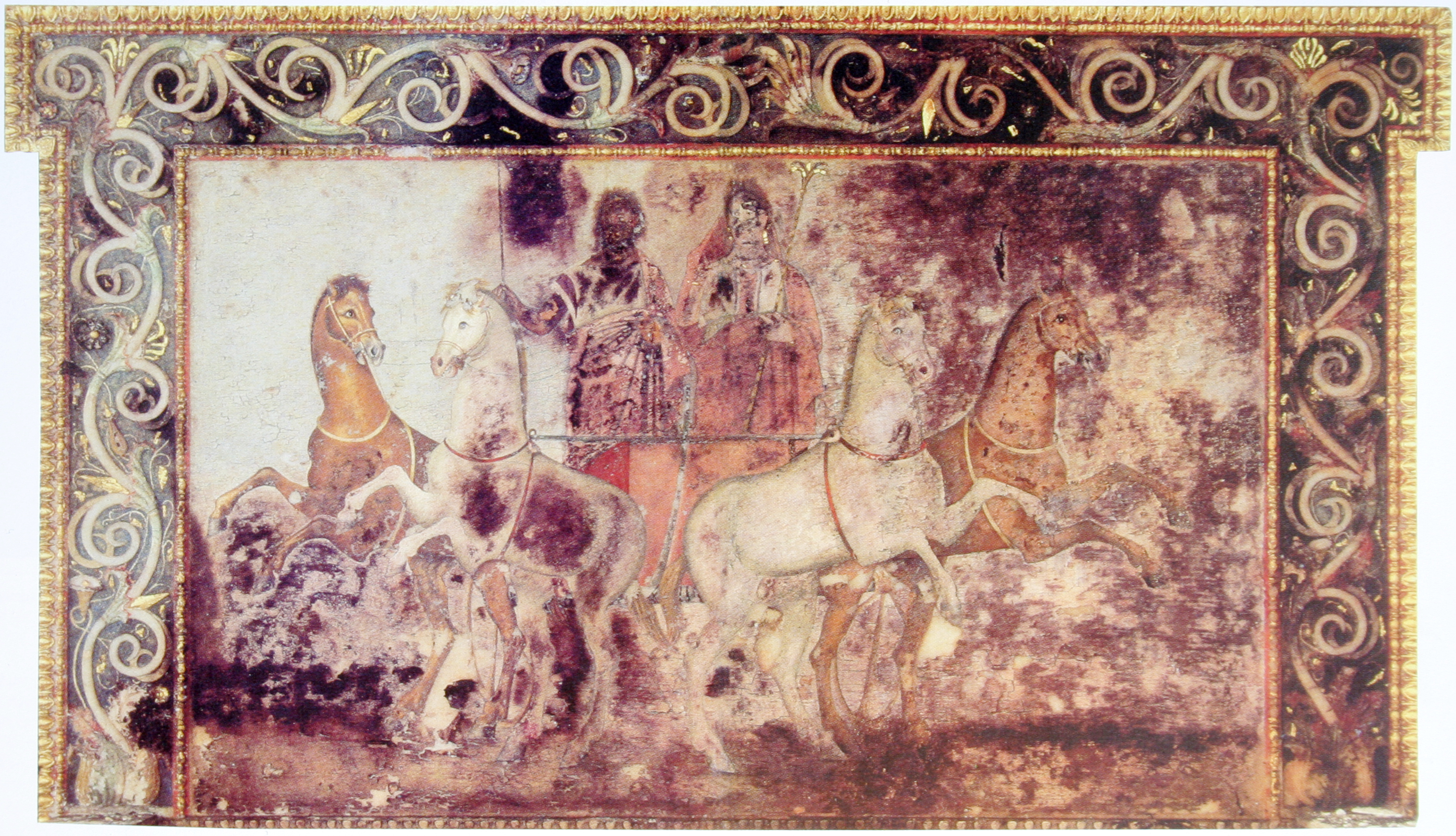
Tombe dite d'Eurydice. Fresque d'Hadès et Perséphone au dos du trône.

Découverte en 1987, elle est caractérisée par la présence d'un trône en marbre peint. Cette tombe voûtée est également exceptionnelle de par les dimensions de la chambre funéraire. Sur le dossier du trône de marbre se trouve représenté un couple sur un quadrige. Il peut s'agir d'un couple royal mais ce tableau représente plus probablement l'enlèvement de Perséphone par Hadès.
Cette tombe, pillée anciennement, est attribuée par M. Andronikos à Eurydice, la mère de Philippe II de Macédoine.

#### Tombe de «la Dame d'Aigai»
Il s'agit d'une tombe inviolée, découverte en 1988. Datée entre 540 av. J.C. et 470 av. J.C., il s'agit de la sépulture d'une femme décédée dans la trentaine, vraisemblablement l'épouse — ou l'une des épouses — du roi Amyntas Ier. Sa riche parure funéraire comportait, outre un diadème en or, des vêtements et des chaussures comportant nombre d'incrustations d'or, des fibules et des épingles, elles aussi en or, boucles d'oreilles, bracelets et colliers.
Le reste du viatique était notamment composé de riche vaisselle, dont un bol comportant la plus ancienne inscription retrouvée dans la nécropole, un sceptre de bois incrusté d'ivoire et d'ambre et une demi douzaine de statuettes en terre cuite.

#### Tombe «Rhomaios»
Découverte en 1937 par le professeur Rhomaios, qui lui a laissé son nom. Il s'agit d'une tombe de type macédonien, un hypogée d'au moins une chambre, recouvert d'un tumulus. Elle est datée du IIIe siècle av. J.-C.

#### Tombe «Heuzey»
Nommée d'après son découvreur, Léon Heuzey, il s'agit de la première sépulture du site de Vergina fouillée scientifiquement. Elle est également connue sous le nom de « tombe de Palatitza ». Il s'agit d'une tombe de type macédonien, La façade est ornée d'un couronnement ionique. Bien que probablement recouverte d'un tumulus à l'origine, ce dernier n'était plus perceptible lors de la découverte.
Beaucoup plus récemment, en 1998 et 1999, deux tombes ont été découvertes à proximité et nommées « Heuzey A » et « Heuzey B ». L'une est une tombe hypogée de femme datant du règne d'Alexandre le grand, l'autre, une tombe à ciste un peu plus récente. Le défunt trouvé dans cette tombe, qui n'a pas été pillée, est un homme.

#### Autres sépultures et découvertes récentes
Entre 2012 et 2014, plusieurs nouvelles tombes attribuées à la dynastie royale macédonienne ont été découvertes. Parmi les trois sépultures mises au jour en 2012, on trouve une tombe à ciste bien conservée quoique pillée et une tombe hypostyle d'un type inhabituel. La tombe à ciste contenait un gland en or issu d'une couronne telle celle retrouvée dans la tombe de Philippe II. Un temple funéraire situé à proximité a livré une monnaie de Perdiccas II.
Deux autres sépultures, des tombes à ciste, elles aussi pillées, ont été découvertes en 2013. Elles ont néanmoins livrée un matériel daté de la fin du Ve siècle av. J.-C. ainsi qu'une épée en fer.
Un matériel funéraire impressionnant a été mis au jour en novembre 2014, dans une tombe exceptionnellement inviolée, de type macédonien c'est-à-dire en forme de boîte ; on y a découvert des offrandes funéraires, entre autres un cratère, ainsi qu'une couronne de bronze doré ; selon l’archéologue grecque responsable des fouilles, Angélique Kottaridès, cette tombe appartenait à un jeune homme mort vers 336-323 av. J.-C., à l'époque d'Alexandre le Grand.

## Musée
Le musée archéologique d'Aigai baigne aujourd'hui dans une semi-obscurité créant une ambiance quasi mystique, l'éclairage illuminant seulement les vestiges. Bâti à l'intérieur même du tumulus recouvrant les tombes royales, il dévoile les sépultures dans leur emplacement d'origine. Un nouveau musée exposant les dernières découvertes de la nécropole sera prochainement inauguré.

Musée archéologique d'Aigéai
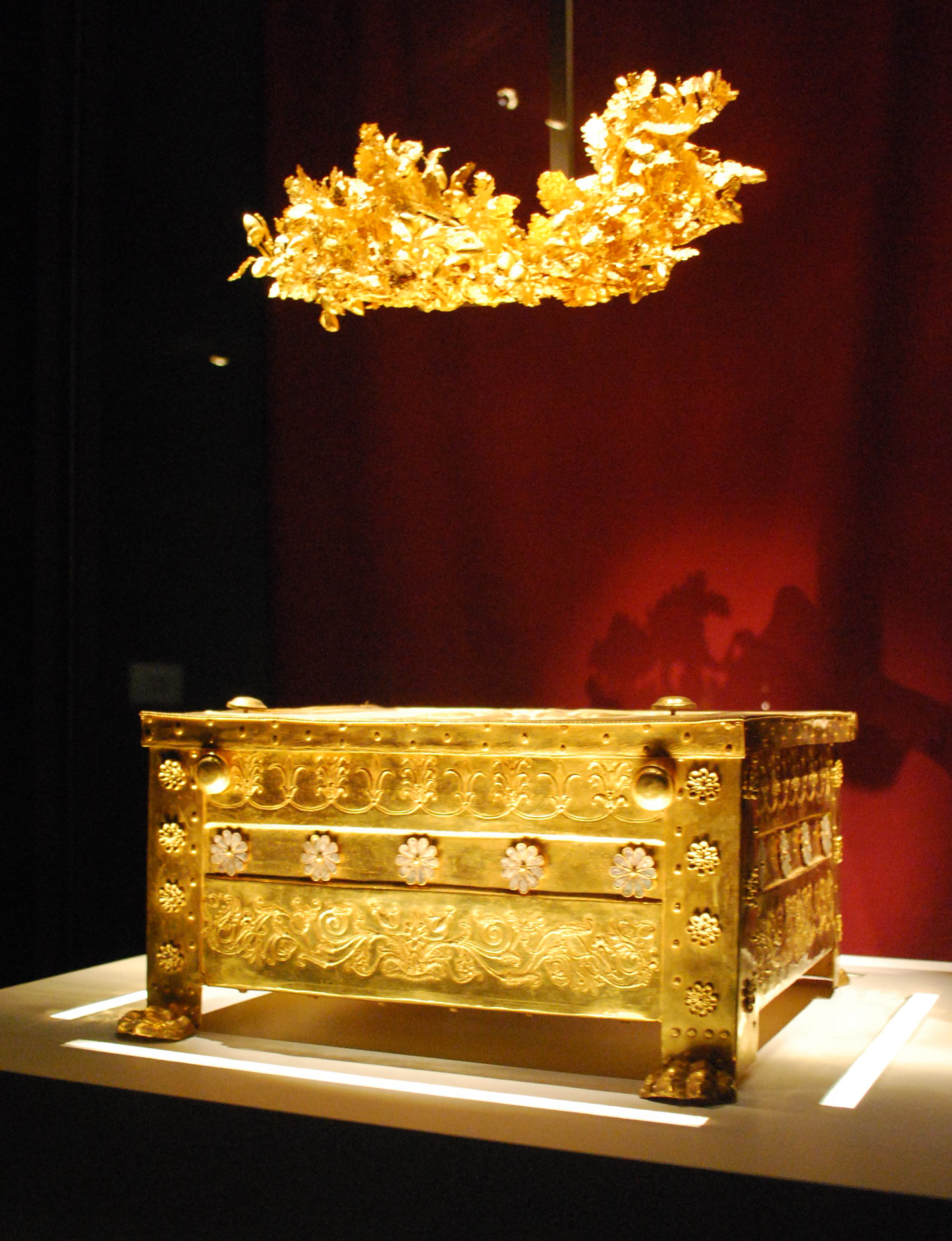
Larnax en or de Philippe II
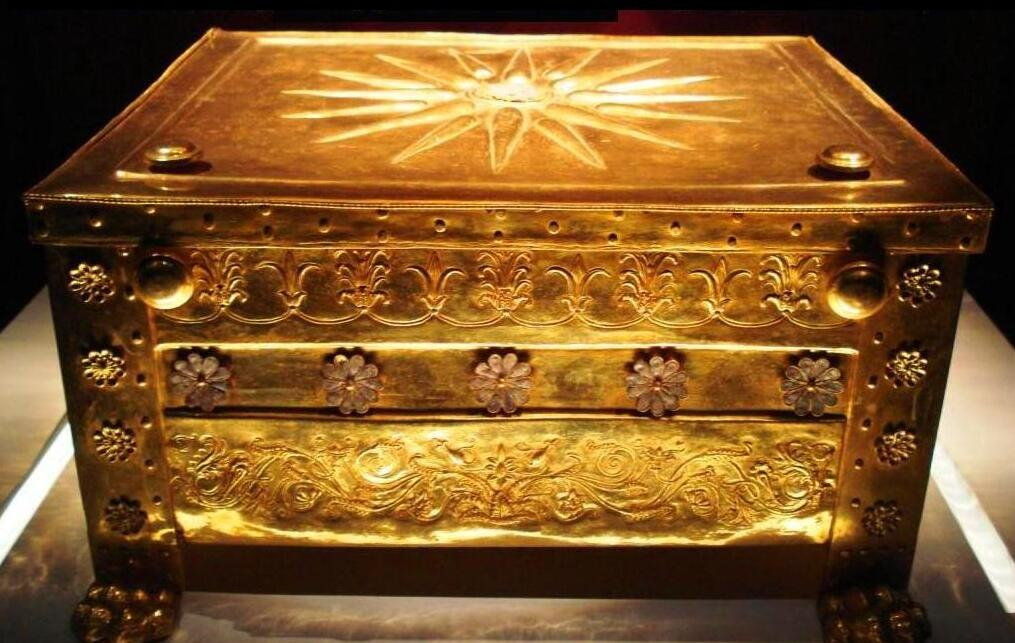
Larnax en or de Philippe II
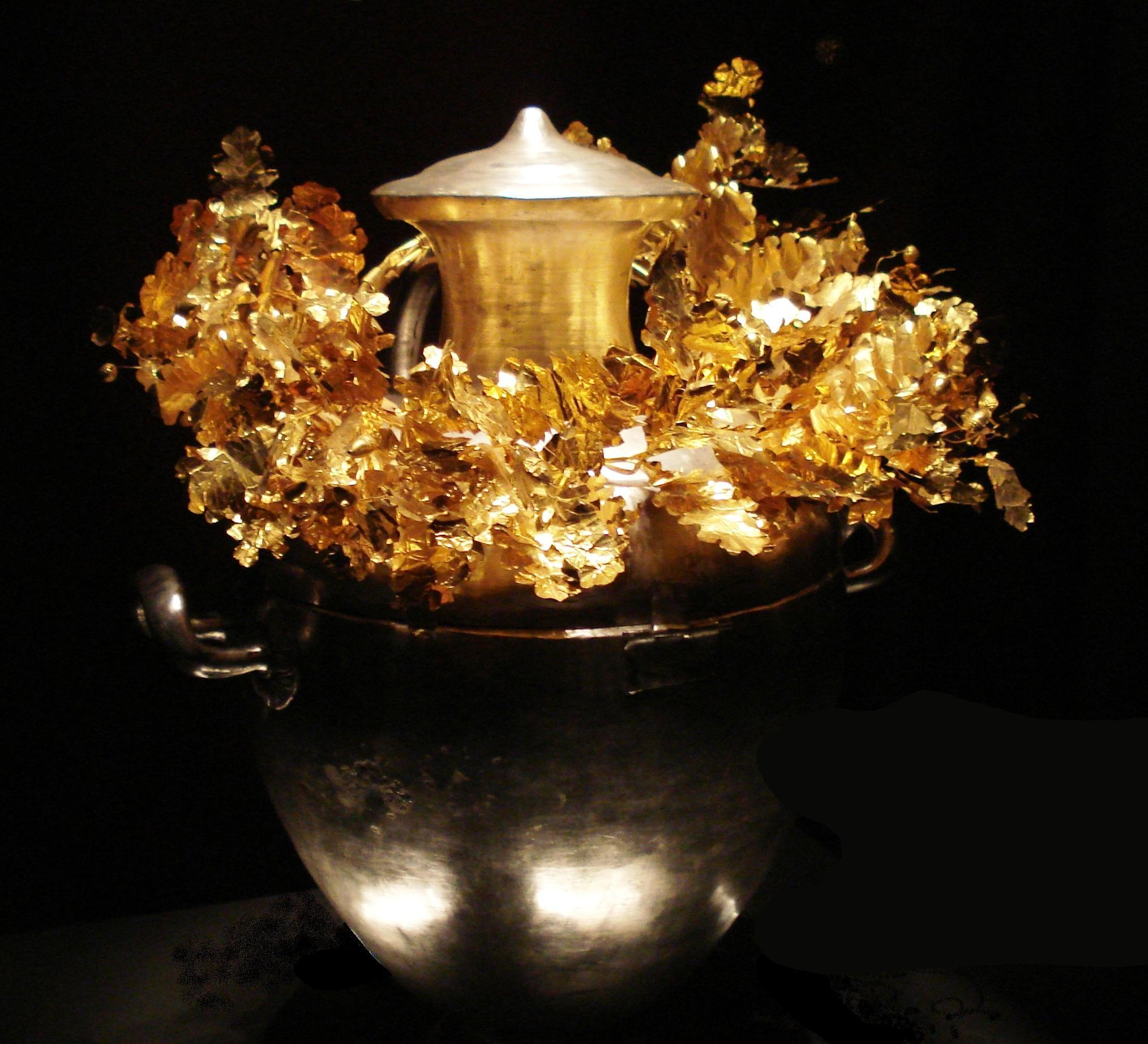
Ampoule en argent
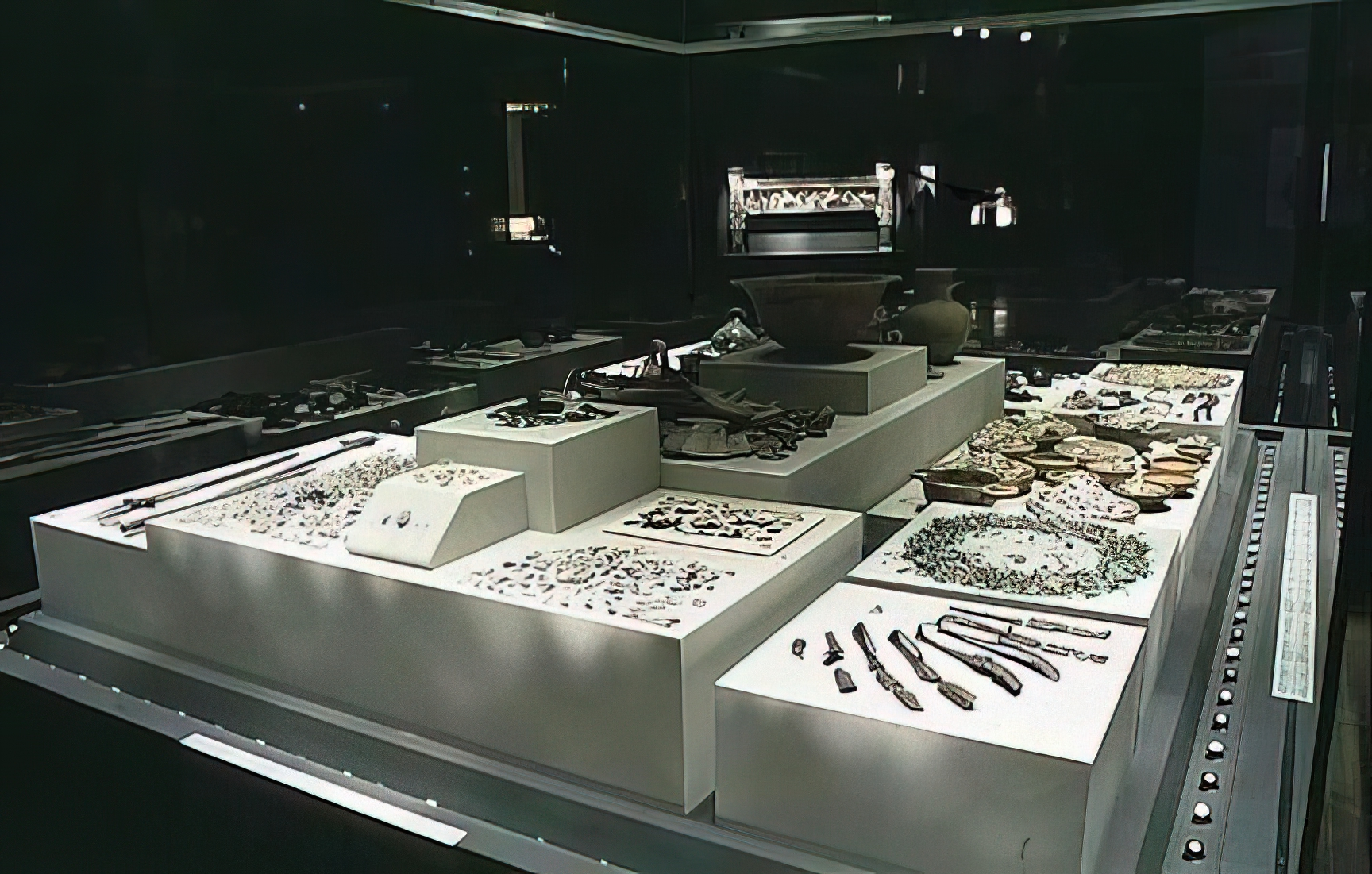
Contenu de la tombe et ossements de Philippe II.

## Sites macédoniens comparables

### Nécropoles et zones funéraires
Parmi les nombreuses autres tombes macédoniennes la tombe III d'Ágios Athanásios, près de Thessalonique, se distingue par de remarquables exemples de peintures de la Grèce antique. Cette tombe (325-300 avant l'ère commune) présente en effet un ensemble peint, de part et d'autre de la porte, constitué de deux figures de 1,5 m de haut, deux porteurs de sarisse sous des boucliers, et d'une scène de banquet avec l'hommage de cavaliers laurés à gauche et de fantassins à droite, sur le linteau. L'ensemble a été exceptionnellement conservé et sa réalisation est de toute première qualité. Les tombes macédoniennes de Lefkádia (antique Miéza, près de Náoussa et d'Édessa) : la tombe du jugement et celle des palmettes, la tombe de Lyson et Calliclès, toutes ont gardé des décors superbes et parfois des peintures aux tons éclatants.

### Palais et bâtiments de pouvoir
L'autre grand site palatial du royaume de Macédoine est celui de Pella, capitale des rois de Macédoine à partir du IVe siècle av. J.-C. Le palais de Pella, partiellement reconnu, occupe une surface considérable. Constitué de plusieurs ensemble, doté d'une entrée monumentale particulièrement imposante, l'édifice pourrait avoir abrité, outre la résidence du roi, une bonne part de l'administration du royaume.
Un troisième palais macédonien est connu, celui de Démétrias. Sa fonction s'avère plus militaire qu'administrative ou d'apparat.